# Arhavi Voleybol Spor Kulübü 2020-2021
Questa voce raccoglie le informazioni riguardanti l'Arhavi Voleybol Spor Kulübü nelle competizioni ufficiali della stagione 2020-2021.

## Organigramma societario
Area direttiva
- Presidente: Bayram Büyükoğlu

Area tecnica
- Allenatore: Şükrü Yengil
- Allenatore in seconda: Ali Can
- Scoutman: Özay Yıldız

## Rosa
| N° | Nome             | Ruolo | Data di nascita  | Nazionalità sportiva |
| -- | ---------------- | ----- | ---------------- | -------------------- |
| 1  | Onur Soydan      | P     | 21 aprile 1999   | Turchia              |
| 2  | Seymen Şenyüzlü  | S     | 13 giugno 2002   | Turchia              |
| 3  | Erenhan Can      | S     | 18 ottobre 1998  | Turchia              |
| 4  | Cengiz İnanç     | L     | 16 luglio 2001   | Turchia              |
| 5  | Oğuzhan Altıntaş | L     | 14 marzo 1997    | Turchia              |
| 6  | Yasin Akgül      | C     | 21 febbraio 1994 | Turchia              |
| 8  | Anıl Tatar       | C     | 18 luglio 1995   | Turchia              |
| 9  | Rıdvan Sağlık    | C     | 1º gennaio 1993  | Turchia              |
| 10 | Ali Sağır        | P     | 17 dicembre 1993 | Turchia              |
| 13 | Fahri Saraç      | S     | 20 gennaio 1999  | Turchia              |
| 14 | Hüseyin Baykal   | P     | 7 luglio 1997    | Turchia              |
| 15 | Bilal Tatar      | O     | 18 luglio 1995   | Turchia              |
| 17 | Baran Yılmaz     | O     | 15 gennaio 2001  | Turchia              |

## Statistiche

### Statistiche di squadra
| Competizione     | Punti | In casa | In casa | In casa | In trasferta | In trasferta | In trasferta | Totale | Totale | Totale |
| Competizione     | Punti | G       | V       | P       | G            | V            | P            | G      | V      | P      |
| ---------------- | ----- | ------- | ------- | ------- | ------------ | ------------ | ------------ | ------ | ------ | ------ |
| Efeler Ligi      | 1     | 15      | 0       | 15      | 15           | 0            | 15           | 30     | 0      | 30     |
| Coppa di Turchia | 0     | 0       | 0       | 0       | 0            | 0            | 0            | 3      | 0      | 3      |
| Totale           | -     | 15      | 0       | 15      | 15           | 0            | 15           | 33     | 0      | 33     |

G = partite giocate; V = partite vinte; P = partite perse

### Statistiche dei giocatori
| Giocatore   | Campionato | Campionato | Campionato | Campionato | Campionato | Coppa di Turchia | Coppa di Turchia | Coppa di Turchia | Coppa di Turchia | Coppa di Turchia | Totale | Totale | Totale | Totale | Totale |
| Giocatore   | P          | PT         | AV         | MV         | BV         | P                | PT               | AV               | MV               | BV               | P      | PT     | AV     | MV     | BV     |
| ----------- | ---------- | ---------- | ---------- | ---------- | ---------- | ---------------- | ---------------- | ---------------- | ---------------- | ---------------- | ------ | ------ | ------ | ------ | ------ |
| Y. Akgül    | 19         | 39         | 30         | 5          | 4          | 2                | 7                | 5                | 1                | 1                | 21     | 46     | 35     | 6      | 5      |
| O. Altıntaş | 30         | 32         | 28         | 4          | 0          | 2                | 0                | 0                | 0                | 0                | 32     | 32     | 28     | 4      | 0      |
| H. Baykal   | 30         | 18         | 8          | 6          | 4          | 3                | 2                | 1                | 1                | 0                | 33     | 20     | 9      | 7      | 4      |
| E. Can      | 21         | 149        | 126        | 13         | 10         | 3                | 16               | 16               | 0                | 0                | 24     | 165    | 142    | 13     | 10     |
| C. İnanç    | 19         | 0          | 0          | 0          | 0          | 2                | 0                | 0                | 0                | 0                | 21     | 0      | 0      | 0      | 0      |
| A. Sağır    | 14         | 96         | 77         | 12         | 8          | 3                | 33               | 24               | 7                | 2                | 17     | 129    | 101    | 19     | 10     |
| R. Sağlık   | 24         | 103        | 69         | 28         | 6          | 3                | 13               | 10               | 3                | 0                | 27     | 116    | 79     | 31     | 6      |
| F. Saraç    | 28         | 121        | 100        | 11         | 10         | 2                | 3                | 2                | 0                | 1                | 30     | 124    | 102    | 11     | 11     |
| S. Şenyüzlü | 27         | 57         | 48         | 3          | 6          | 0                | 0                | 0                | 0                | 0                | 27     | 57     | 48     | 3      | 6      |
| O. Soydan   | 23         | 23         | 11         | 9          | 3          | 3                | 3                | 2                | 0                | 1                | 26     | 26     | 13     | 9      | 4      |
| A. Tatar    | 30         | 133        | 94         | 34         | 5          | 3                | 12               | 8                | 3                | 1                | 33     | 145    | 102    | 37     | 6      |
| B. Tatar    | 29         | 166        | 135        | 29         | 2          | 3                | 13               | 12               | 1                | 0                | 32     | 179    | 147    | 30     | 2      |
| B. Yılmaz   | 28         | 110        | 96         | 6          | 8          | 3                | 15               | 12               | 2                | 1                | 31     | 125    | 108    | 8      | 9      |

P = presenze; PT = punti totali; AV = attacchi vincenti; MV = muri vincenti; BV = battute vincenti